# Boucle (musique)
Pour les articles homonymes, voir Boucle.
En musique, une boucle (loop en anglais) est une séquence musicale destinée à être répétée indéfiniment. La boucle est typique de la musique électronique, mais également du hip-hop.

## Technique
Une boucle est généralement un échantillon joué de manière répétée, créé à l'aide d'un échantillonneur, ou simplement découpé au sein d'un morceau plus long.
Elle peut également être créée grâce à des supports d'enregistrement cyclique comme un looper, une bande magnétique cyclique, ou un sillon sans fin.
Enfin elle peut être générée à l'aide d'un instrument de musique électronique dédiés comme la boite à rythme, le séquenceur, ou l'arpégiateur.

## Utilisation

### Composition
Une boucle peut être une séquence musicale de quelques mesures répétée au sein d'un morceau, et utilisée comme base mélodique ou rythmique.

### Live Looping

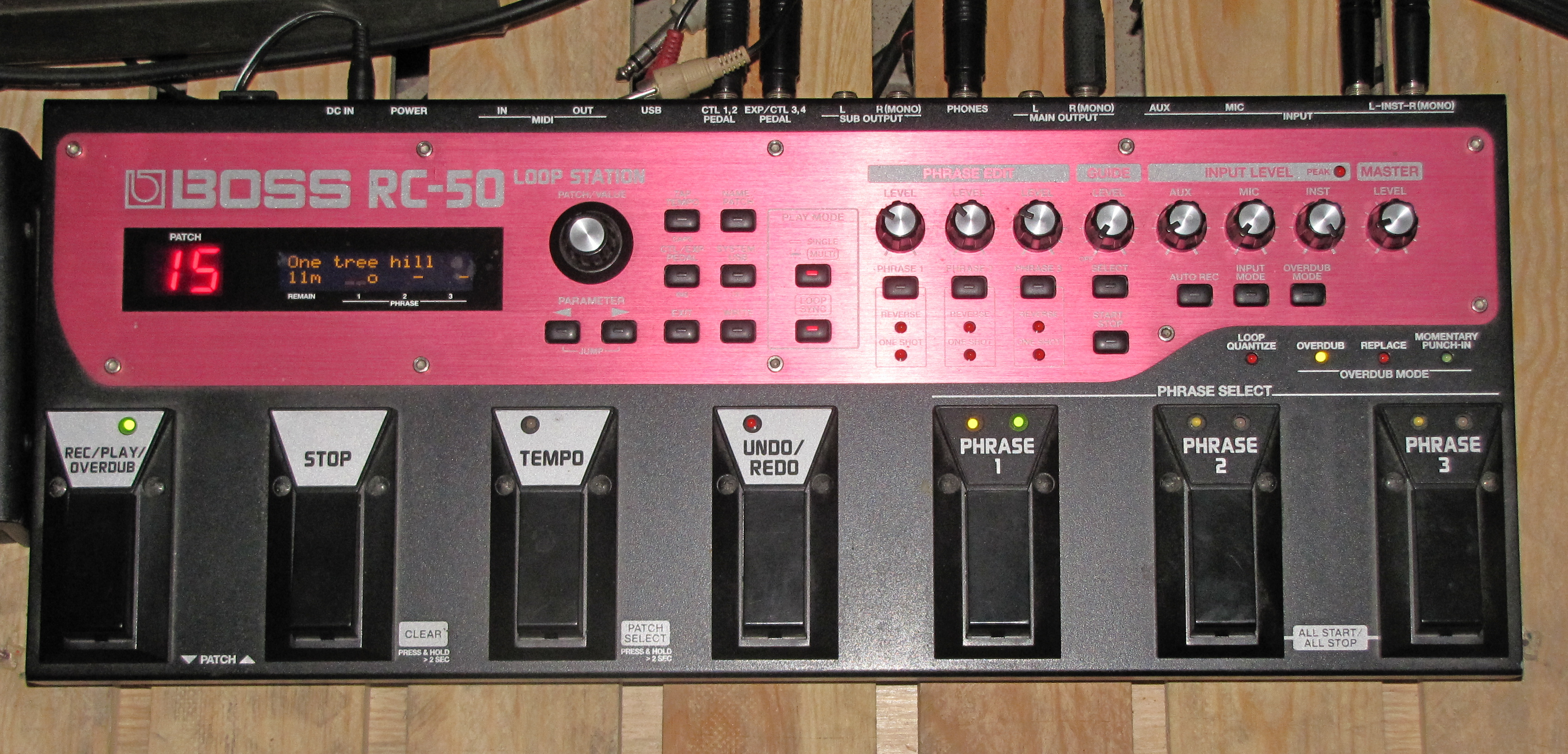
La pédale Boss RC-50 Loop Station permettant le live looping.

Un artiste peut enregistrer sur scène quelques mesures à l'aide d'un looper. Cette machine, souvent au format pédale, permet de reproduire la boucle, d'en arrêter ou d'en redémarrer la lecture de la séquence au besoin. Pendant que la boucle tourne, le musicien est libre pour jouer autre chose, et devient capable de s'accompagner lui-même.
Cette technique est utilisée pour enregistrer par exemple des suites d'accords à la guitare, des rythmes de percussion, ou des chœurs.

### Synthèse sonore
Une boucle peut aussi être très courte, voire se limiter à quelques cycles d'onde. Répétée un grand nombre de fois, la boucle produit un son qui peut durer artificiellement longtemps, obtenu à partir d'un son court. On peut par exemple, faire durer le son d'une voix ou d'une corde de guitare pincée durant aussi longtemps qu'on le souhaite.